# Ránquil
Ránquil è un comune del Cile della provincia di Itata, nella regione di Ñuble. Al censimento del 2002 possedeva una popolazione di 5.683 abitanti.

## Società

### Evoluzione demografica
| Censimento del 1992 | Censimento del 2002 |
| 6.404 ab.           | 5.683 ab.           |